# Constant Malva

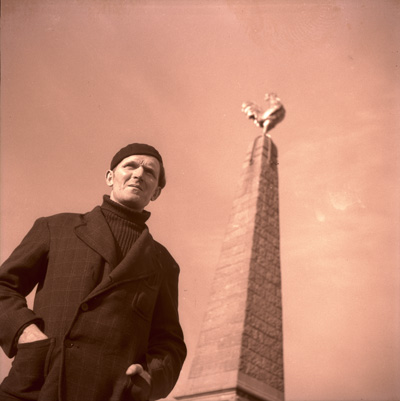
Constant Malva (1938)

Constant Malva (* 9. Oktober 1903 in Quaregnon; † 15. Mai 1969 in Saint-Josse-ten-Noode/Sint-Joost-ten-Node) war ein belgischer Schriftsteller französischer Sprache.

## Leben und Werk
Alphonse Bourlard wurde 1919 mit 15 Jahren wie sein Vater Bergmann in der Borinage. 1923 trat er in die Kommunistische Partei ein, wurde aber 1928 als Trotzkist ausgeschlossen. Ab 1929 verarbeitete er die Erzählungen seiner Mutter zu dem Werk Histoire de ma mère et de mon oncle Fernand, das unter dem Pseudonym Constant Malva dank Henry Poulaille 1932 im Verlag Valois erschien (mit einem Vorwort von Henri Barbusse). Von da an frequentierte er in Paris die Gruppe um Poulaille, in Brüssel die von Charles Plisnier und Albert Ayguesparse gegründeten Zirkel und in La Louvière die surrealistische Dichtergruppe Rupture (Bruch, Zäsur) um Achille Chavée und Fernand Dumont. Unter der deutschen Besatzung gab er 1940 die Arbeit unter Tage auf und neigte politisch Hendrik de Man zu. Nach dem Weltkrieg lebte er unter schwierigen Umständen. Er starb 1969 an Staublunge. Michel Ghende nannte ihn einen wahren Schriftsteller (und nicht nur einen Autor autobiographischer Dokumentation). Michel Ragon versammelte seine Werke 2007 in einem Band.

## Werke
- Histoire de ma mère et de mon oncle Fernand. Valois, Paris 1932. Brüssel 1944. Bassac 1976, 1980, 2005.
- Un propr'à rien. 1936. In: Paroles de mineur, 2007.
- Borins. Cahiers de Rupture, Mons 1937. Plein chant, Bassac 1985. (Erzählungen)
- Un ouvrier qui s'ennuie. Flénu Edition du Coq-qui-pond, Brüssel 1940, 1953. Slatkine, Genf 1981.
- Un de la mine. Gens et choses du Borinage. Delachaux & Niéstlé, Neuchâtel 1942. Plein chant, Bassac 1985 (Erzählungen)
- Mon homme de coupe. Brüssel 1943. Slatkine, Genf 1981. (Erzählungen)
- Un mineur vous parle. 1948. Plein chant, Bassac 1985. (autobiographisch)
- Le Jambot (Roman.) Editions du Frêne, Brüssel 1951.  J. Antoine, Brüssel 1980. (Vorwort von Louis Scutenaire)
- Mensuaires. Poèmes. Editions du Coq qui pond, Brüssel 1954.
- Ma nuit au jour le jour. La Nef de Paris, Paris 1954. F. Maspero, Paris 1978(Einleitung von Bruno Mattéi). (Auszüge in: Les Temps modernes 1947)
- Le Brasier. Hrsg. Jacques Cordier. Institut Jules Destrée, Charleroi 1982.
- Choses et gens de la bure et du Borinage. Borins. Plein chant, Bassac 1985.
- La nuit dans les yeux. Hrsg. Daniel Blampain. Labor, Brüssel 1985. (Vorwort von Marcel Moreau)
- Ramentevoir. Éditions du Cerisier, Cuesmes 1989.
- Paroles de mineurs. Hrsg. Michel Ragon. Omnibus, Paris 2007. (Histoire de ma mère et de mon oncle Fernand. Un mineur vous parle. Un propr' à rien. Borins. Un de la mine. Le Jambot. Ma nuit au jour le jour. Un ouvrier qui s'ennuie.)